# Czarna Pantera (Marvel)
Czarna Pantera (ang. Black Panther; prawdziwa tożsamość: T'Challa) – fikcyjna postać, superbohater znany z licznych serii komiksowych wydawanych przez Marvel Comics oraz różnych adaptacji, bazujących na komiksowych publikacjach. Jego twórcami są Stan Lee i Jack Kirby, zadebiutował on w Fantastic Four #52 w 1966 roku. W drugiej połowie lat 60. i na początku lat 70. XX wieku Black Panther występował na łamach komiksu jedynie gościnnie, co było spowodowane kontrowersyjnymi skojarzeniami z utworzoną w 1966 roku (kilka miesięcy po debiucie postaci w Fantastic Four #52) radykalną organizacją Afroamerykanów o podobnej nazwie – Czarne Pantery (Black Panther Party).
Czarna Pantera poza komiksem pojawiała się przeważnie w animowanych adaptacjach komiksów Marvel Comics. W 2014 ogłoszono, że filmowym odtwórcą tej postaci został aktor Chadwick Boseman.

## Fikcyjna biografia
T'Challa po śmierci ojca T'Chaki zostaje królem Wakandy, fikcyjnego królestwa położonego w środkowej Afryce. Królestwo to słynie ze złóż metalu o nazwie vibranium, z którego powstała m.in. tarcza Kapitana Ameryki. Czarna Pantera żeni się z Ororo Munroe/Storm, z którą ma syna, Azari.

## Postacie wspierające
- Monica Lynne – wokalistka, która uratowała T'Challę od utonięcia.
- N'Gassi – doradca T'Challi.
- Okoye – ochroniarz T'Challi.
- Ororo Munroe/Storm – mutantka, należąca do grupy X-Men, żona T'Challi i matka Azari.
- Shuri – siostra T'Challi, przejęła tytuł Czarnej Pantery, kiedy brat został ranny po walce z Doktorem Doomem.
- Zuri – bliski przyjaciel zmarłego T'Chaki oraz jednym z najbardziej zaufanych doradców T'Challi.
- Azari – syn Storm i Czarnej Pantery.

## Antagoniści
- Erik Killmonger – potężny wojownik i strategiczny geniusz w polityce i ekonomii.
- Ulysses Klaw – naukowiec, handlarz bronią i morderca T'Chaki oraz osobisty wróg T'Challi.
- Man-Ape – wojownik próbujący zdobyć tron Wakandy. W walce przypomina goryla.

## Adaptacje

### Seriale animowane
- Black Panther[3] (2010)

### Filmy animowane
- Ostateczni mściciele 2 (2006)

### Marvel Studios
Chadwick Boseman podpisał kilkufilmowy kontrakt z Marvel Studios na udział w Filmowym Uniwersum Marvela jako T'Challa / Czarna Pantera. Wystąpił on w czterech produkcjach:
- Kapitan Ameryka: Wojna bohaterów (2016)
- Czarna Pantera  (2018)
- Avengers: Wojna bez granic (2018)
- Avengers: Koniec gry (2019)
- W 2022 roku miała miejsce premiera filmu Czarna pantera: Wakanda w moim sercu. Chadwick Boseman miał w nim wystąpić, ponownie wcielając się w rolę Czarnej Pantery[4], jednak zmarł z powodu nowotworu[5]. Przez moment pojawiły się plotki, iż w filmie zostanie użyty cyfrowy wizerunek, jednak szybko zostały one zdementowane[6].